# Natação nos Jogos Pan-Americanos de 2019 - 50 m livre masculino
As competições dos 50 metros livre masculino da natação nos Jogos Pan-Americanos de 2019 foram realizadas em 9 de agosto no Centro Aquático Nacional, em Lima, no Peru. 

## Calendário
Horário local (UTC-5).
| Data        | Horário | Fase          |
| ----------- | ------- | ------------- |
| 9 de agosto | 11:10   | Eliminatórias |
| 9 de agosto | 20:37   | Final B       |
| 9 de agosto | 20:37   | Final A       |

## Medalhistas
| Ouro   | BRA Bruno Fratus     |
| Prata  | USA Nathan Adrian    |
| Bronze | USA Michael Chadwick |

## Recordes
Antes desta competição, os recordes mundiais e pan-americanos da prova eram os seguintes:
| Tipo                             | Atleta                | Tempo | Local       | Data                   |
| -------------------------------- | --------------------- | ----- | ----------- | ---------------------- |
|                                  | BRA César Cielo Filho | 20s91 | São Paulo   | 18 de dezembro de 2009 |
| Recorde dos Jogos Pan-Americanos | BRA César Cielo Filho | 21s58 | Guadalajara | 20 de outubro de 2011  |

## Resultados

### Eliminatórias
A eliminatória foi realizada em 9 de agosto. 
| Pos. | Bateria | Raia | Nadador                  | Nacionalidade                | Tempo | Notas |
| ---- | ------- | ---- | ------------------------ | ---------------------------- | ----- | ----- |
| 1    | 4       | 5    | Michael Chadwick         | USA Estados Unidos           | 21.95 | QA    |
| 2    | 4       | 4    | Bruno Fratus             | BRA Brasil                   | 22.02 | QA    |
| 3    | 2       | 4    | Nathan Adrian            | USA Estados Unidos           | 22.12 | QA    |
| 4    | 3       | 4    | Pedro Spajari            | BRA Brasil                   | 22.17 | QA    |
| 5    | 3       | 5    | Renzo Tjon-A-Joe         | SUR Suriname                 | 22.24 | QA    |
| 6    | 2       | 5    | Gabriel Castaño          | MEX México                   | 22.36 | QA    |
| 7    | 3       | 3    | Alberto Mestre           | VEN Venezuela                | 22.52 | QA    |
| 8    | 2       | 3    | Santiago Grassi          | ARG Argentina                | 22.70 | QA    |
| 9    | 3       | 7    | Brett Fraser             | CAY Ilhas Cayman             | 22.74 | QB    |
| 10   | 4       | 6    | Enzo Martínez            | URU Uruguai                  | 22.77 | QB    |
| 11   | 3       | 6    | Luis Méndez              | GUA Guatemala                | 22.85 | QB    |
| 12   | 4       | 3    | Dylan Carter             | TTO Trinidad e Tobago        | 22.87 | QB    |
| 13   | 2       | 6    | Daniel Ramírez           | MEX México                   | 23.00 | QB    |
| 14   | 4       | 2    | Guido Buscaglia          | ARG Argentina                | 23.06 | QB    |
| 14   | 3       | 2    | Mikel Schreuders         | ARU Aruba                    | 23.06 | QB    |
| 16   | 4       | 7    | Oliver Elliot            | CHI Chile                    | 23.25 | QB    |
| 17   | 2       | 2    | Ben Hockin               | PAR Paraguai                 | 23.26 |       |
| 18   | 3       | 8    | Gershwin Greene          | BAH Bahamas                  | 23.33 |       |
| 19   | 2       | 7    | Isaac Beitía             | PAN Panamá                   | 23.48 |       |
| 20   | 1       | 4    | Adriel Sanes             | ISV Ilhas Virgens Americanas | 23.54 |       |
| 21   | 2       | 1    | Marco Flores             | HON Honduras                 | 23.55 |       |
| 22   | 4       | 8    | Jack Kirby               | BAR Barbados                 | 23.82 |       |
| 23   | 4       | 1    | Jean-Luc Zephir          | LCA Santa Lúcia              | 23.84 |       |
| 24   | 3       | 1    | José Alberto Quintanilla | BOL Bolívia                  | 23.89 |       |
| 25   | 2       | 8    | Jesse Washington         | BER Bermudas                 | 23.92 |       |
| 26   | 1       | 5    | Miguel Mena              | NCA Nicarágua                | 24.00 |       |
| 27   | 1       | 3    | Sebastian Arispe Silva   | PER Peru                     | 24.01 |       |
| 28   | 1       | 7    | Anthony Rincón           | COL Colômbia                 | 24.06 |       |
| 29   | 1       | 6    | Miguel Zavaleta          | PER Peru                     | 24.07 |       |
| 30   | 1       | 2    | Delron Felix             | GRN Granada                  | 24.84 |       |
| 31   | 1       | 1    | Lleyton Martin           | ANT Antígua e Barbuda        | 25.00 |       |
| 32   | 1       | 8    | Cruz Halbich             | VIN São Vicente e Granadinas | 25.72 |       |

### Final B
A final B foi realizada em 9 de agosto. 
| Pos. | Raia | Nadador          | Nacionalidade         | Tempo | Notas |
| ---- | ---- | ---------------- | --------------------- | ----- | ----- |
| 9    | 6    | Dylan Carter     | TTO Trinidad e Tobago | 22.67 |       |
| 10   | 5    | Enzo Martínez    | URU Uruguai           | 22.74 |       |
| 11   | 1    | Mikel Schreuders | ARU Aruba             | 22.89 |       |
| 12   | 3    | Luis Méndez      | GUA Guatemala         | 22.99 |       |
| 13   | 7    | Guido Buscaglia  | ARG Argentina         | 23.09 |       |
| 14   | 2    | Daniel Ramírez   | MEX México            | 23.16 |       |
| 15   | 8    | Oliver Elliot    | CHI Chile             | 23.25 |       |
| 16   | 4    | Brett Fraser     | CAY Ilhas Cayman      | 23.42 |       |

### Final A
A final A foi realizada em 9 de agosto. 
| Pos.              | Raia | Nadador          | Nacionalidade      | Tempo | Notas |
| ----------------- | ---- | ---------------- | ------------------ | ----- | ----- |
| Medalha de ouro   | 5    | Bruno Fratus     | BRA Brasil         | 21.61 |       |
| Medalha de prata  | 3    | Nathan Adrian    | USA Estados Unidos | 21.87 |       |
| Medalha de bronze | 4    | Michael Chadwick | USA Estados Unidos | 21.99 |       |
| 4                 | 7    | Gabriel Castaño  | MEX México         | 22.23 |       |
| 5                 | 6    | Pedro Spajari    | BRA Brasil         | 22.27 |       |
| 6                 | 8    | Santiago Grassi  | ARG Argentina      | 22.28 |       |
| 7                 | 1    | Alberto Mestre   | VEN Venezuela      | 22.40 |       |
| 8                 | 2    | Renzo Tjon-A-Joe | SUR Suriname       | 22.58 |       |

Legenda
| Recorde mundial                  | Recorde mundial (World record)               |                       | Recorde africano                      | Recorde africano (African) |                                           | Q | Classificado por posição (Qualified) |
| Recorde dos Jogos Pan-Americanos | Recorde pan-americano (Pan-American record)  | Recorde da América    | Recorde da América (Americas)         | q                          | Classificado por melhor tempo (Qualified) |   |                                      |
| Melhor marca do ano              | Melhor marca do ano (World leading)          | Recorde asiático      | Recorde asiático (Asian)              | DNS                        | Não largou (Did not start)                |   |                                      |
| Recorde nacional                 | Recorde nacional (National record)           | Recorde europeu       | Recorde europeu (European)            | DNF                        | Não terminou (Did not finish)             |   |                                      |
| Recorde pessoal                  | Recorde pessoal do atleta (Personal best)    | Recorde da Oceania    | Recorde da Oceania (Oceania)          | DSQ / DQ                   | Desclassificado (Disqualified)            |   |                                      |
| Recorde da temporada             | Recorde da temporada do atleta (Season best) | Recorde sul-americano | Recorde sul-americano (South America) | NM                         | Sem marca (No mark)                       |   |                                      |